# Cirenaica italiana
La colonia Cirenaica era una delle due colonie italiane in terra libica. Il suo territorio corrispondeva a quello della Cirenaica odierna. Creata dopo la guerra italo-turca, nel 1934, confluì nella Libia italiana.

## Storia

### La guerra italo-turca
Il 4 ottobre 1911, il primo ministro italiano Giovanni Giolitti iniziò la conquista della Tripolitania e della Cirenaica, in possesso dell'Impero Ottomano, inviando a Tripoli 1732 marinai al comando del capitano Umberto Cagni. Successivamente, il contingente impiegato contro i turchi e gli arabi di Enver Pascià e di Aziz Bey raggiunse il numero di oltre 100 000 soldati.
Gli italiani riuscirono a ottenere dalla Turchia quelle regioni attualmente definibili libiche nel Trattato di Losanna del 18 ottobre 1912, ma solo la Tripolitania, limitatamente alla fascia costiera, fu effettivamente controllata dal Regio Esercito, sotto la ferrea guida del governatore Giovanni Ameglio. 
Nell'interno dell'attuale Libia (principalmente nel Fezzan), la guerriglia indigena continuò per anni, tanto che ancora nel 1922 si dovette iniziare una sorta di "riconquista".

### La riconquista

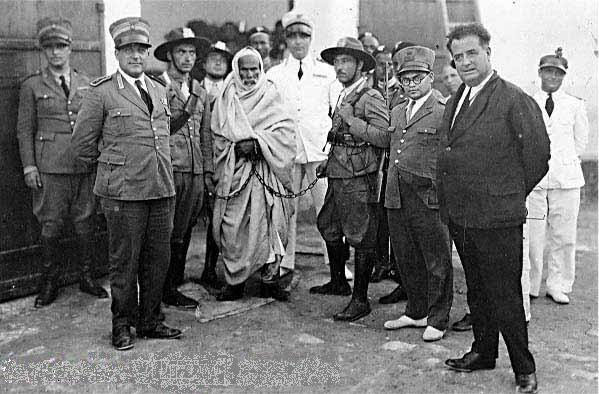
L'arresto di Omar el Muchtar in una foto dell'epoca.

Tra il 1923 ed il 1925 fu ristabilito il controllo italiano sulla Tripolitania e tra il 1928 e il 1930 le truppe del generale Rodolfo Graziani occuparono le regioni meridionali Fezzan. Restava il problema dell'immensa ed arida Cirenaica. Nel 1923 il governo fascista intraprese la conquista del Gebel, installandovi una serie di fortini con guarnigioni eritree. Nel frattempo, i confini della colonia erano stati ridefiniti a favore dell'Italia con alcuni trattati bilaterali, quali l'accordo italo-francese del 12 settembre 1919 (confine tunisino), la delimitazione del confine libico egiziano, con la cessione dell'Oasi di Giarabub (Trattato del Cairo del 6 dicembre 1925), oltre al triangolo settentrionale del Sudan Anglo-Egiziano a sud della Libia Italiana, ceduto nel 1926. Il 1º febbraio 1926 la sfida contro il deserto fu raccolta a Giarabub: dopo una marcia sfibrante gli italiani raggiunsero l'oasi, sbalordendo il locale capo senussita, che si sottomise spontaneamente. 
Tuttavia, in Cirenaica i successi italiani incontrarono difficoltà impreviste. Il Gebel al Akhdar ("la montagna verde") - l'altipiano che si innalza fino a mille metri quasi a picco sul Mediterraneo, per poi digradare lentamente verso il deserto - si prestava infatti alla guerriglia e la Senussia garantiva l'appoggio compatto della popolazione e una direzione politico-militare unitaria, che trovò un grande leader nell'anziano Omar al-Mukhtar, "il leone del deserto". 
Roma non poteva accettare questa sfida al suo rinascente impero e, nel 1930, il generale Rodolfo Graziani, reduce dai successi nel Fezzan, fu chiamato in Cirenaica come vicegovernatore per dare una svolta alle operazioni. Dal giugno 1930 il nuovo governatore diede il via ad ampie operazioni di rastrellamento, deportando tutte le popolazioni semi-nomadi del Gebel, al fine di privare i guerriglieri di ogni sostegno. Accanto al largo impiego dei moderni mezzi corazzati e dell'aviazione, Graziani ricorse anche a spietate rappresaglie e all'uso di gas asfissianti. Con la cattura di Omar al Mukhtàr e la sua esecuzione, la resistenza libica crollò, e nel gennaio del 1932 Badoglio poté annunciare con un solenne proclama la completa e definitiva pacificazione della Libia.

### La colonizzazione e lo sviluppo

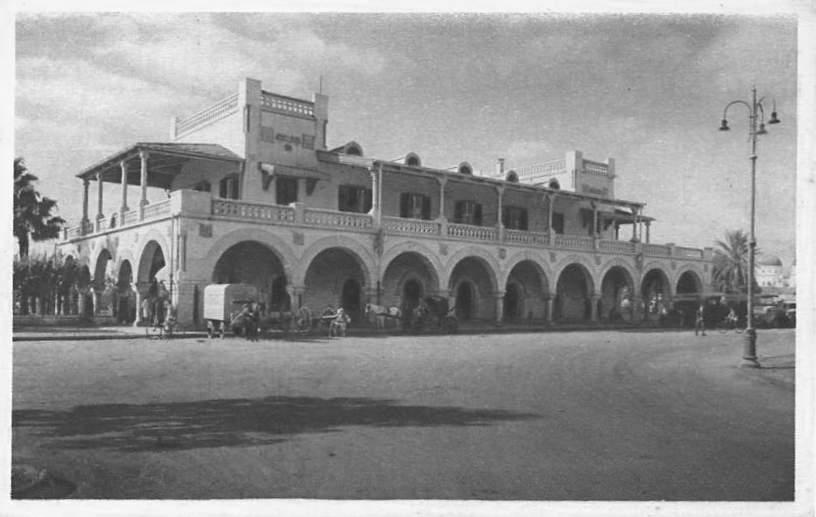
Stazione ferroviaria di Bengasi nel 1930.

Alla fine degli anni trenta la Cirenaica era popolata da più di 20 000 coloni italiani, insediatisi principalmente lungo la fertile costa, spesso a scapito dei nativi. Di conseguenza, nella seconda metà del decennio ebbe luogo un grande sforzo per lo sviluppo economico, che si concretizzava soprattutto in massicci investimenti nelle infrastrutture della Libia.
Tra i progetti più importanti furono realizzati la strada litoranea tra Tripoli e Bengasi, le linee ferroviarie Bengasi-Barca e Bengasi-Soluch e l'allargamento del porto di Bengasi.
Venne iniziata la costruzione dei primi nuovi villaggi per italiani e libici, dotati di tutte le infrastrutture e le vie di comunicazione necessarie, frutto di accurati studi architettonici, realizzati in stile razionalista.
Con il Regio Decreto del 3 dicembre 1934, tutti i territori dell'Africa settentrionale italiana furono riuniti nel Governatorato Generale della Libia. Il 9 di gennaio del 1939 la colonia della Libia fu incorporata nel territorio metropolitano del Regno d'Italia e conseguentemente considerata parte della Grande Italia, col nome di Quarta Sponda e tutti i loro abitanti ottennero la cittadinanza italiana.

## Stemma
Nel 1919 alla Cirenaica venne concesso, con regio decreto del 3 aprile 1919, uno stemma avente la seguente blasonatura:
Il colore del fondo dello scudo divenne successivamente (tra il 1932 e il 1937) rosso e in quest'ultima versione appare nell'arma concessa alla Libia italiana il 16 dicembre 1940.

## Organizzazione

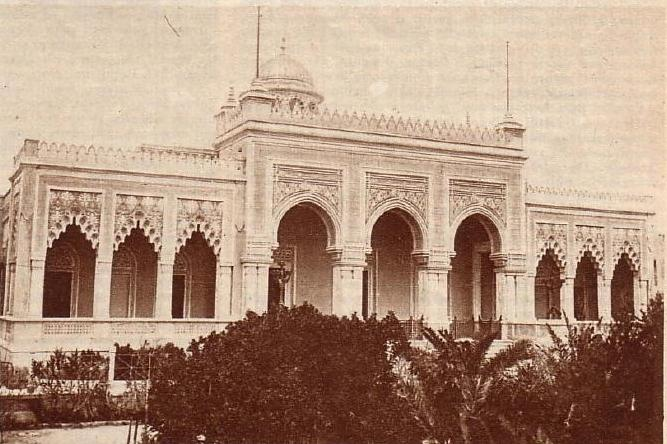
Il Palazzo del Littorio di Bengasi, costruito nel 1927.

Dopo la riconquista, la Cirenaica italiana venne definitivamente riorganizzata in sei commissariati e due comandi di zona, con capitale Bengasi. La sigla automobilistica, impiegata fino al 1935, era "CNA".
Con il decreto legge n. 99 del 24 gennaio 1929, pur mantenendo le due entità separate, fu istituito un Governo Unico della Tripolitania e della Cirenaica, retto dal solo governatore della Tripolitania, mentre la Cirenaica aveva un vice-governatore a questi subordinato.
Dopo la fusione nel Governatorato Generale della Libia, il primo governatore, Italo Balbo, divise nel 1937 la Libia italiana in quattro province (nel 1939 annesse al Regno d'Italia) ed un territorio sahariano; la Cirenaica in particolare fu divisa nella Provincia di Bengasi e nella Provincia di Derna.
Dal gennaio 1914 le truppe coloniali della Cirenaica furono riunite nel Regio corpo truppe coloniali della Cirenaica, poi confluito nel Regio corpo truppe coloniali della Libia (dal 21 aprile 1939 Regio corpo truppe libiche 1939-1943).

## Governatori
Governatori:
- Ottavio Briccolo dal 15 ottobre 1912 all'ottobre 1913
- Giovanni Battista Ameglio dall'ottobre 1913 al 5 agosto 1918

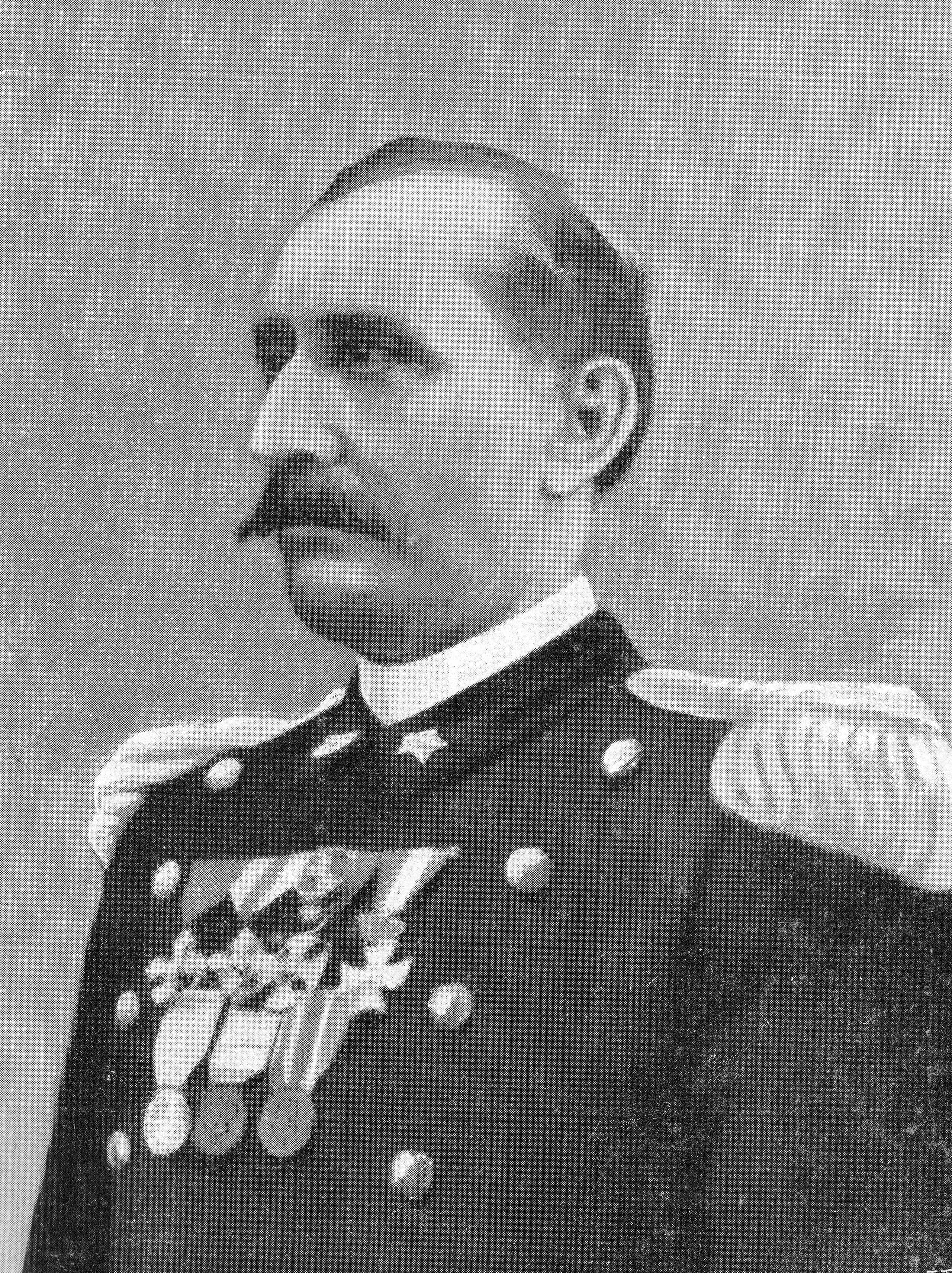
Giovanni Battista Ameglio, governatore della Cirenaica dal 1913 al 1918

- Vincenzo Garioni dal 5 agosto 1918 al 5 agosto 1919
- Giacomo De Martino dal 5 agosto 1919 al 23 novembre 1921
- Luigi Pintor dal 23 novembre 1921 all'ottobre 1922
- Eduardo Baccardi dall'ottobre al dicembre 1922
- Luigi Bongiovanni dal dicembre 1922 al 1924
- Ernesto Mombelli dal 1924 al 2 dicembre 1926
- Attilio Teruzzi dal 2 dicembre 1926 al 31 dicembre 1928

Vicegovernatori della Cirenaica (dipendente dal governatore della Tripolitania):
- Domenico Siciliani dal 1º gennaio 1929 al marzo 1930
- Rodolfo Graziani marchese di Neghelli dal marzo 1930 al maggio 1934 (dal 1º gennaio 1934 titolo onorifico)
- Guglielmo Nasi dal giugno 1934 all'aprile 1935 (titolo onorifico)